# 让-巴蒂斯特·格勒兹
让-巴蒂斯特·格勒兹（法語：Jean-Baptiste Greuze，法語發音：[ʒɑ̃ batist ɡʁøz]，1725年8月21日—1805年3月4日），18世纪法国画家。与同时代描绘宫廷和神话为主的画家不同，格勒兹关注市民生活，善长风俗画和肖像画。

## 生平
格勒兹生于索恩-卢瓦尔省的小城图尔尼，很小就显示出绘画才能。尽管父亲一直阻挠他从事绘画，但由于得到里昂画家夏尔·格朗东的赏识，格勒兹得以到里昂学画，后来又随格朗东来到巴黎。 
在巴黎，格勒兹进入皇家学院的学校，一开始并没有受到教师的重视，在他完成第一幅作品《一个家庭的父亲向孩子讲解圣经》，甚至被怀疑是否由他自己画的，但后来由于他一系列的作品，很快赢得自己的名声，并被鉴赏家拉·里乌·德·儒利看中，1755年他这展出了自己的作品《Aveugle trompé》并被学院接纳。当年他陪同一位修道院长前往意大利，看了许多神话和寓言题材的作品，不过好像对他没有起到好的影响，回来后在1757年的沙龙画展中，他的作品显示出在意大利受到的影响，可是很快他就又回复到自己原来的风格。

## 在皇家学会

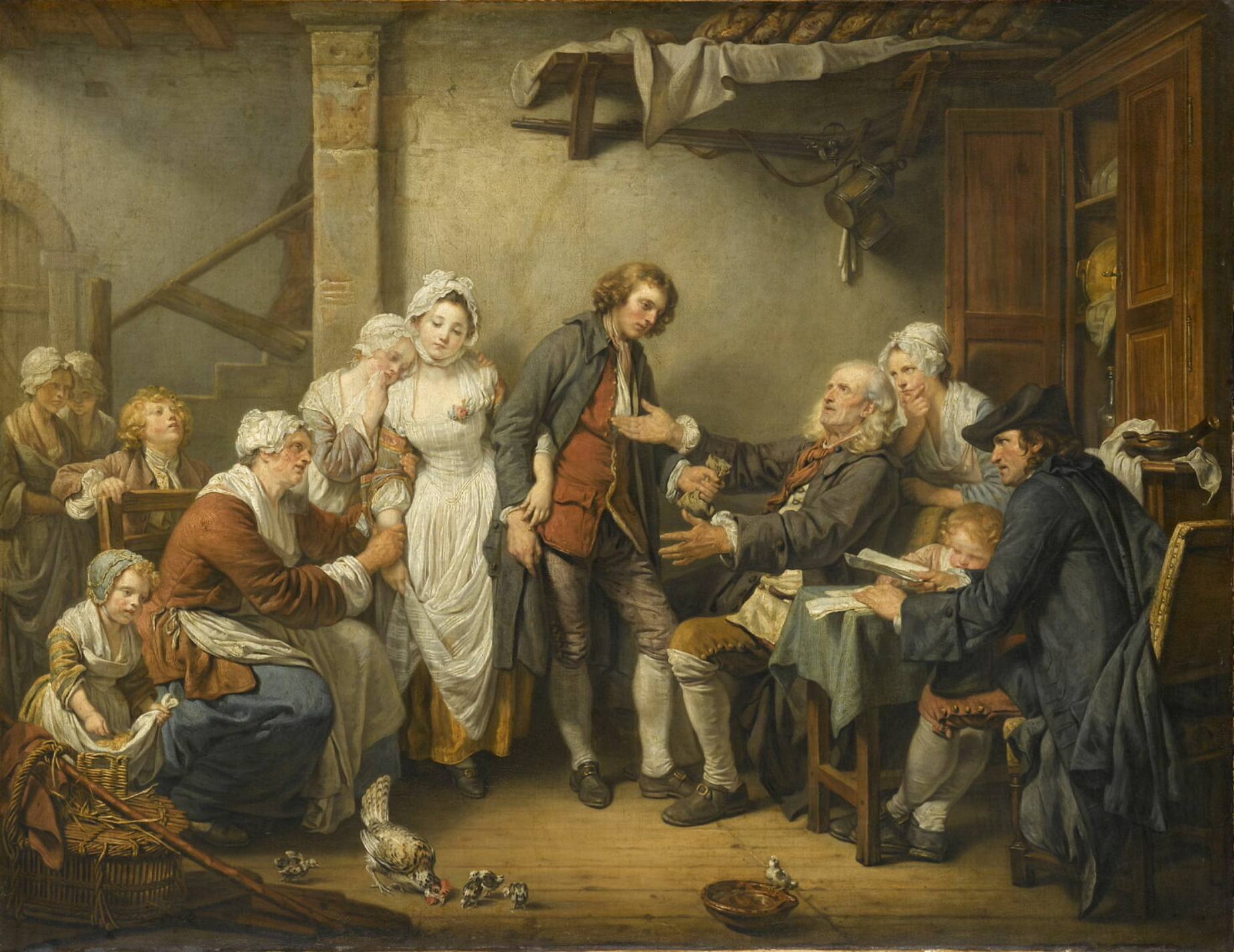
《乡村订婚仪式》，藏于卢浮宫

1759年，1761年 （《乡村订婚仪式》）和1763年 他一直参加画展并取得成功，在1765年达到鼎盛时期，他展出了13件作品《小女孩为她的鸟死而悲伤》、《好妈妈》、《惩罚坏孩子》、《父亲的诅咒》等。学院要求他交出毕业作品，但一直被拖延，因此在他没有达到要求以前禁止展出他的作品。狄德罗说：“我看到了学院的信，是尊严和荣誉的典型，我也看到了格勒兹的灰心，是虚荣和卤莽的典型，他必须带着毕业作品回来，可是他拒绝这样作”。

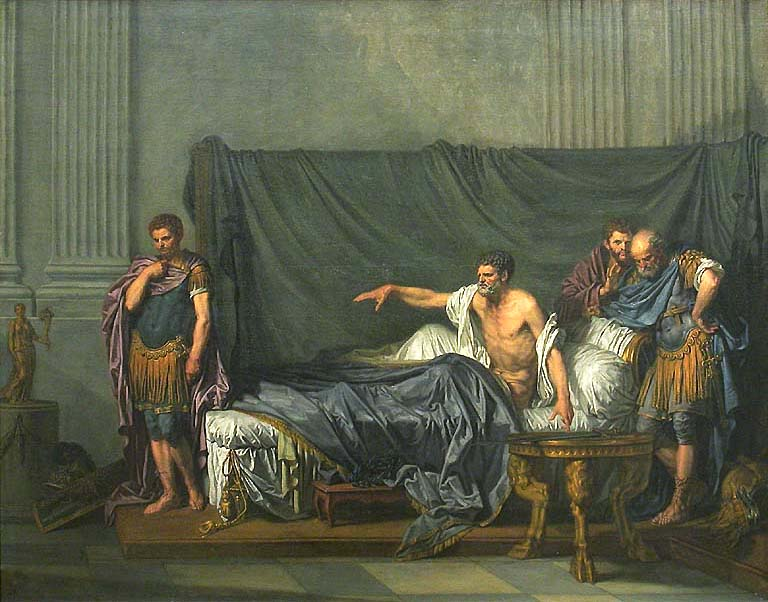
塞维鲁和卡拉卡拉，藏于卢浮宫

格勒兹希望被接纳为一位历史画畫家，所以在1769年将他的历史画作品《塞维鲁和卡拉卡拉》展出，但不幸的是旁边就是他的肖像画《若拉》以及非常迷人的《小女孩和黑狗》，所以在接纳格勒兹为皇家学会新会员的典礼上，理事长致辞说：“先生，学会接纳您，但只能作为一位普通画家，学会对您以前的作品表示敬意，那些作品非常出色，但这幅作品一文不值，我们不会接纳它，也不会接纳您为历史画家。”格勒兹气坏了，和会员们大吵起来，并且直到1804年法国大革命以前，不再参加学会的画展。
格勒兹一生收入颇丰，但他不善理财，挥霍过度，妻子也不知简省，以致晚年穷困潦倒，不得不去乞求别人订画，也得不到订单。正是他的一生遭遇激发了卢梭攻击人造的文明需要艺术的表达。

### 影响

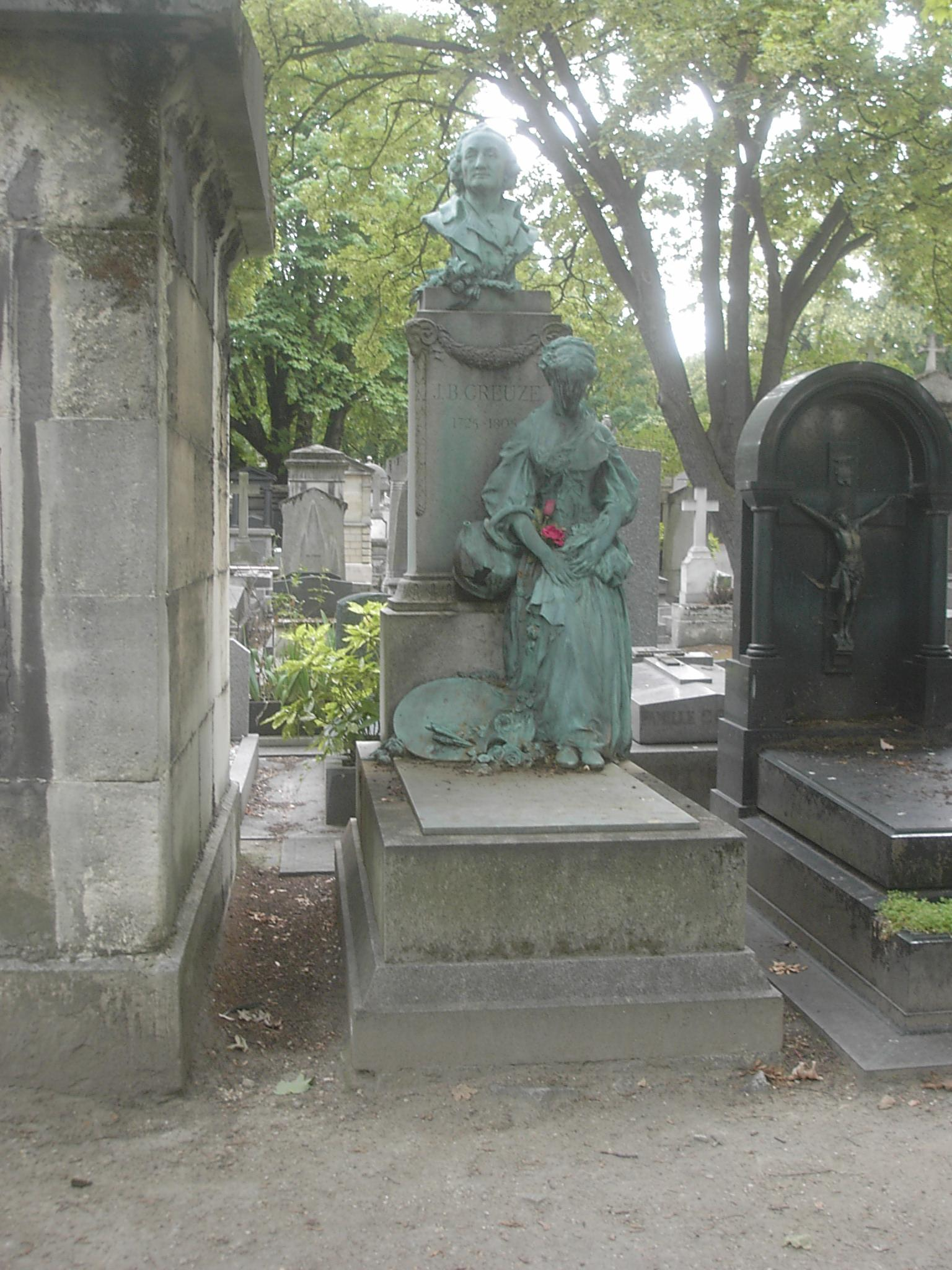
位于巴黎蒙马特公墓的格勒兹墓

狄德罗在《自然之子和家族父亲》中曾经试图将民间戏剧搬到舞台上来但失败。可是格勒兹在绘画中却成功了，把民间的戏剧化场景搬到他的作品中间，宣扬了第三等级的道德观念。正像狄德罗评价他的作品《好妈妈》说：“这幅画教育了观众”。
早在1865年，格勒兹的作品《小姑娘和羊羔》就卖出了百万法郎的价格，他的学生也成为优秀的画家，女儿和外孙女都继承了他的才华，外孙女写了一部戏剧名字就叫《格勒兹，或乡村订婚仪式》，在前言中讲述了外祖父的一生以及和学会之间的争吵。有几位著名的雕版家曾经将他的作品雕版印刷。

## 作品集锦

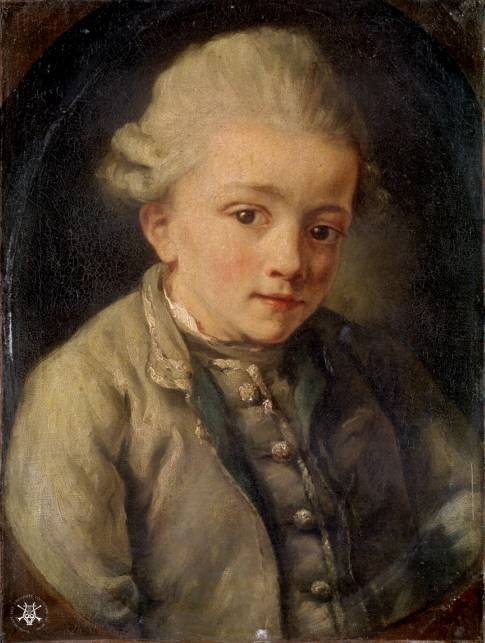
《莫扎特》，1763年-64年，现藏耶鲁大学
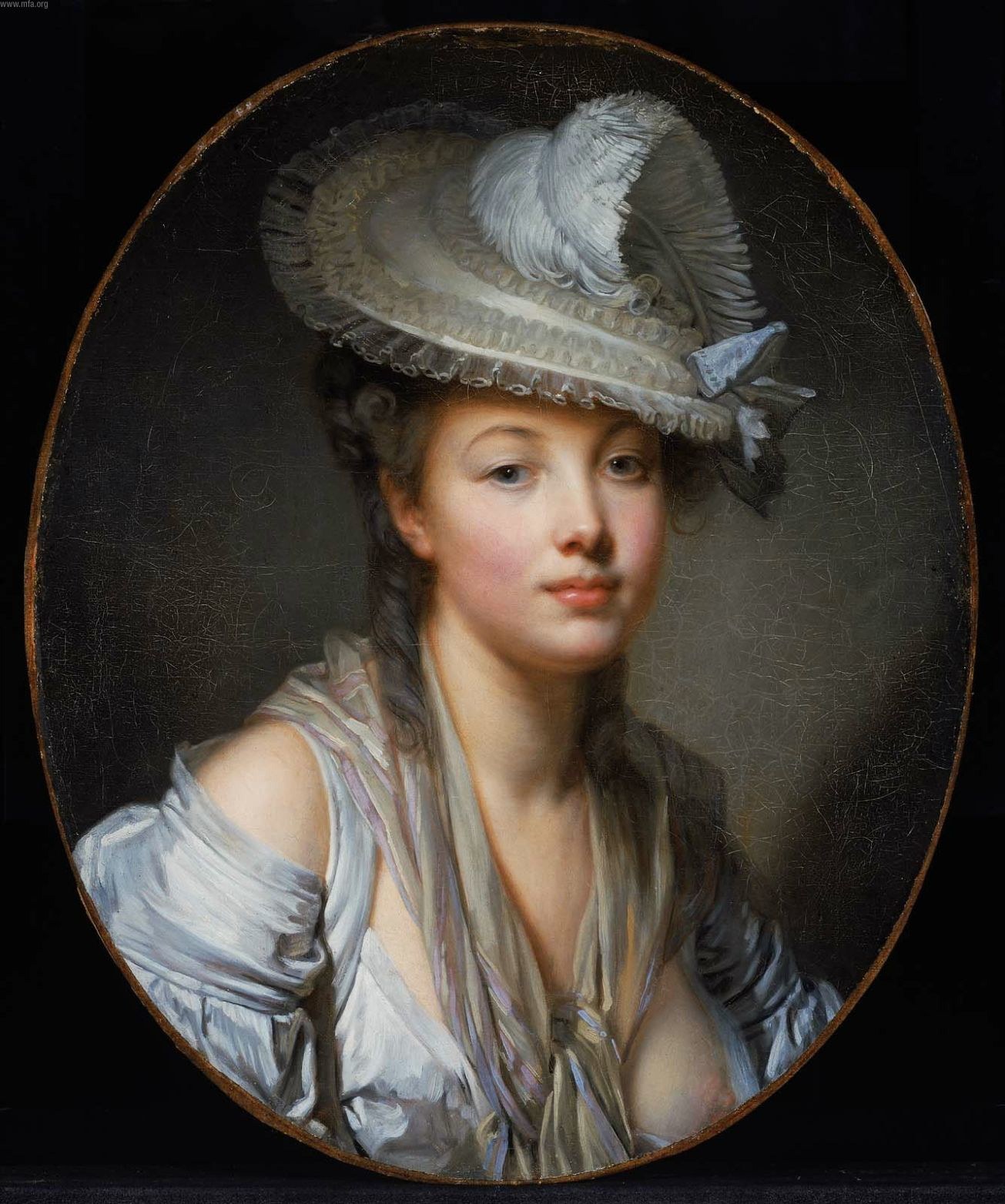
The White Hat, 1780年
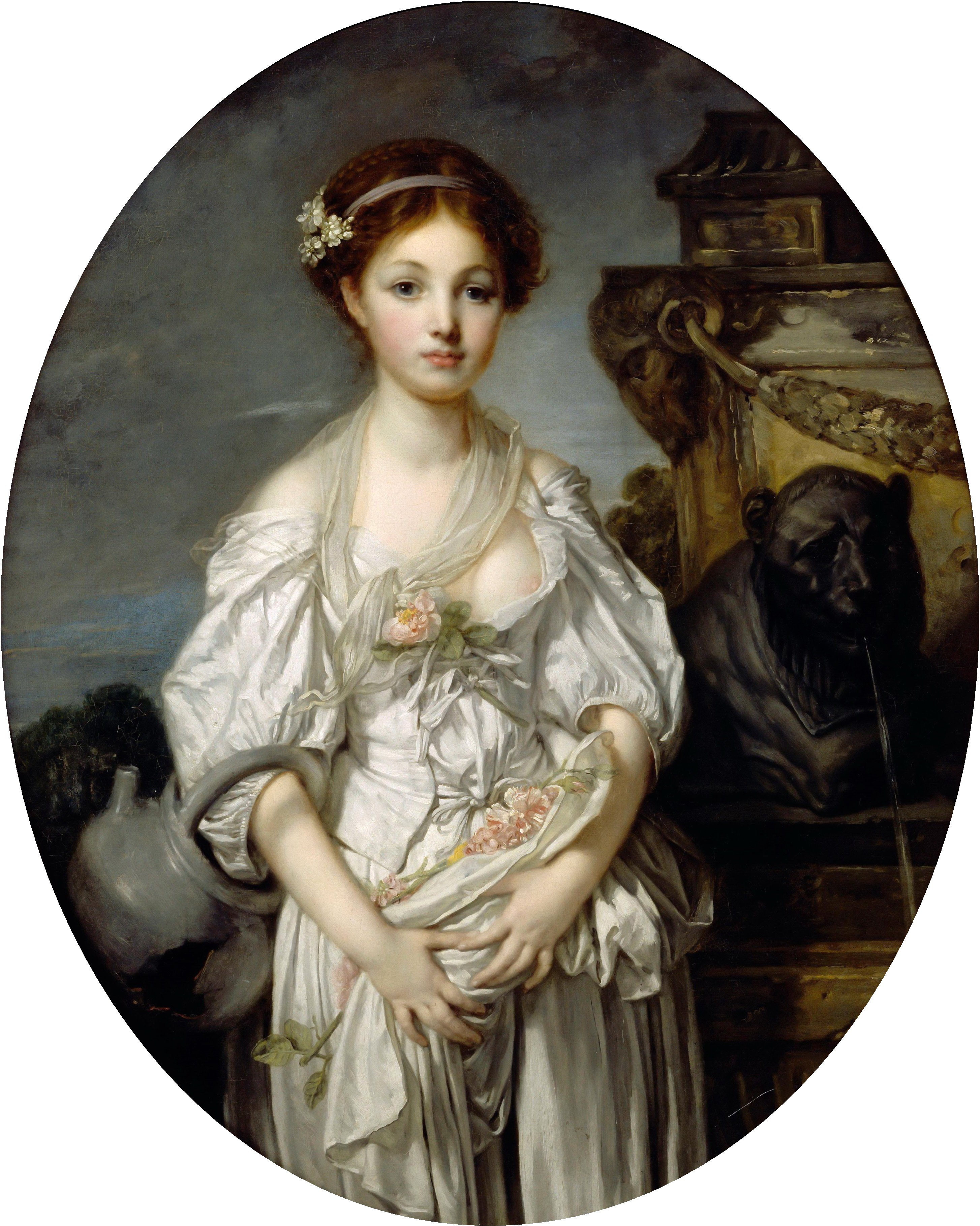
《破壶》
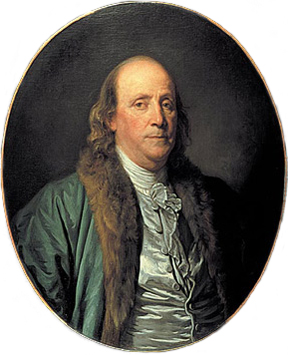
《富兰克林像》
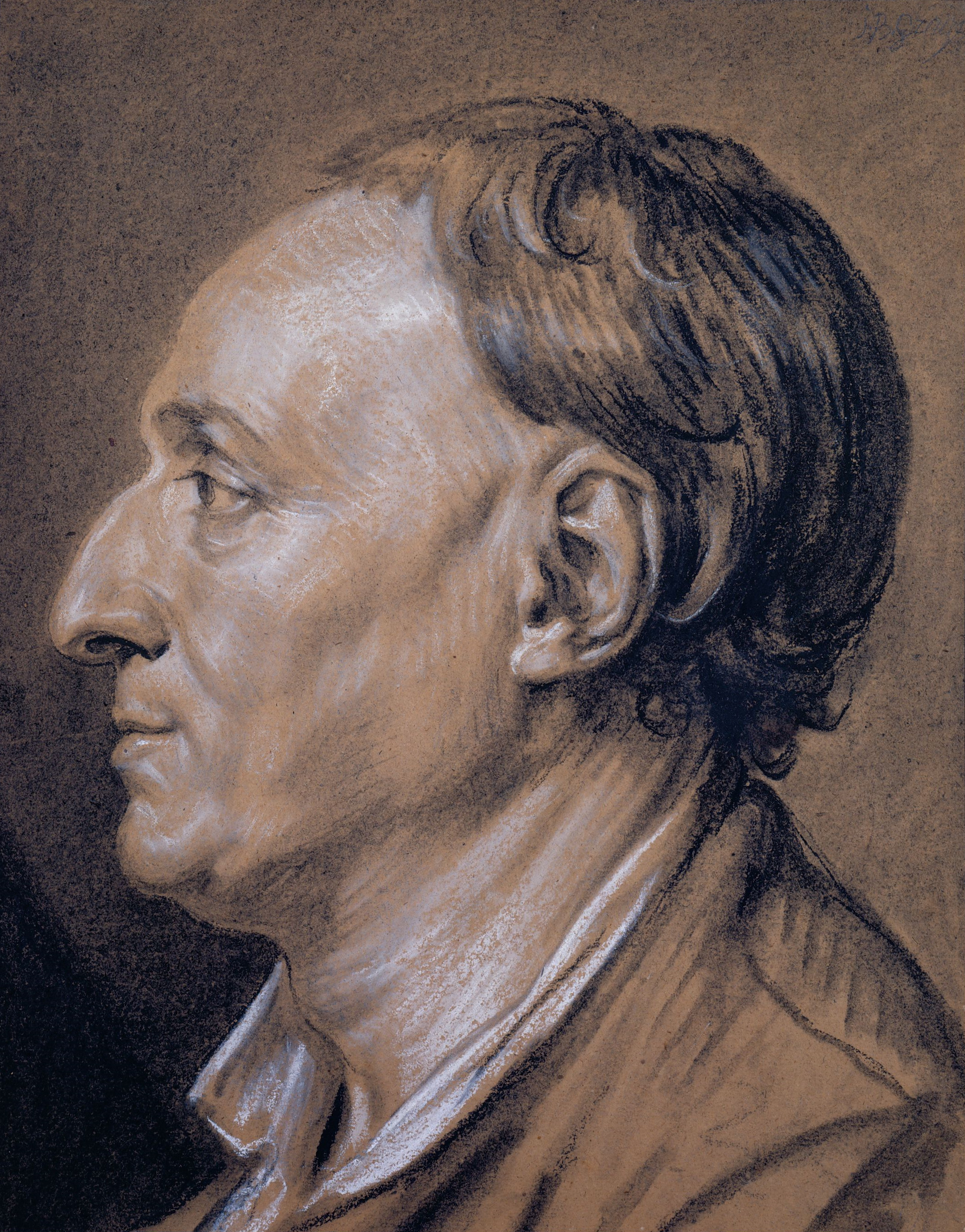
《狄德罗像》，1766年